# Nancy Dow
Nancy Maryanne Dow (Connecticut, 22 de julio de 1936-Los Ángeles, California, 25 de mayo de 2016) fue una actriz y modelo estadounidense que apareció en un número limitado de películas y programas de televisión. Estuvo casada con el actor grecoestadounidense John Aniston, con quien tuvo una hija, la actriz Jennifer Aniston.

## Vida personal
Dow nació en Connecticut, una de las seis hijas de Louise y Gordon McLean Dow. Su abuelo materno, Louis Grieco, era un inmigrante italiano; también tenía ascendencia inglesa, escocesa, irlandesa y griega. También estuvo casada con John T. "Jack" Melick, Jr.. Tuvieron un hijo, John T. Melick III, asistente de dirección y director de segunda unidad.
Dow y su hija estuvieron distanciadas nueve años, en parte porque Dow escribió un libro acerca de su relación, titulado From Mother and Daughter to Friends: A Memoir (1999). En 2005, después del divorcio de Aniston, ella y su madre, según se informa, se reconciliaron. Aniston describió el progreso gradual de la nueva relación con su madre: "Ha sido muy agradable".

## Salud y fallecimiento
En 2011, Dow sufrió una serie de accidentes cerebrovasculares, lo que afectó su capacidad de hablar y caminar. En las primeras horas del 23 de mayo de 2016, fue trasladada en ambulancia desde su casa en Toluca Lake, Los Ángeles. Falleció dos días después. Tenía 79 años de edad.

## Filmografía
- Los nuevos ricos (1966) (Serie de televisión) – Athena
- The Wild Wild West (1967) (Serie de televisión) – Tersa
- The Ice House (1969) – Jan Wilson
- Pure (2004) – Lynne